# Sanne Rooseboom
Sanne Rooseboom (Utrecht, 1979) is een Nederlands kinderboekenschrijver. 
Rooseboom werkte tien jaar als journalist voor onder meer dagblad De Pers, Vrij Nederland, HP/De Tijd en radiozender SublimeFM. In die periode was ze onder meer correspondent in Londen. Ze was op Twitter actief als een van de Kortschrijvers, auteurs die dagelijks een verhaal schrijven van 140 tekens. Rooseboom woont in Rotterdam met haar echtgenoot en kinderen.
Haar boek Mot en de metaalvissers stond in 2023 op de shortlist van De Boon, een Vlaamse literatuurprijs. Het boek werd ook genomineerd voor de Woutertje Pieterse Prijs 2023. En won de Kinderboekwinkelprijs 2023.
Zowel Het Ministerie van Oplossingen als Mot en de metaalvissers is in de Grote Vriendelijke Honderd, de publieksprijs voor favoriete kinderboeken aller tijden gestemd. In de jaren 2021-2024 stond Het ministerie op respectievelijk plaats 90, 80, 50 en 67, Mot in de jaren 2022-2024 op 9, 3 en 2.
In juli 2025 werd haar boek Het Ministerie van Oplossingen door de Stichting CPNB bekroond met een Gouden Boek, aangezien sinds de verschijning ervan, in 2016, meer dan 75.000 exemplaren zijn verkocht.